# Etymologische Liste der Ländernamen
Nicht allzu viele Staaten heißen auch im Ausland so, wie sie sich selbst nennen. Oft werden die Staatennamen auch nicht im lateinischen Alphabet geschrieben. Die Etymologische Liste der Ländernamen gibt eine systematische Übersicht und Gegenüberstellung der Staatennamen im Deutschen und der jeweiligen Staatssprache sowie deren Etymologie.

## A
| Deutsch             | Staatssprache              | Anmerkungen |
| ------------------- | -------------------------- | --- |
| Afghanistan         | افغانستان                  | Afghānistān bzw. Afghânestân. „Land (= -stan) der Afghanen“. Paschtunen (Hindi: Pathanen, Persisch: Afghanen) sind das staatstragende Volk in Afghanistan und gleichzeitig die Namensgeber des Landes. Das Wort Afghan wird heute nur noch sehr selten bzw. kaum noch als Eigenname der Paschtunen benutzt. Der Name Pachtun hat möglicherweise dieselben Wurzeln wie die beiden afghanischen Provinzen Paktika und Paktiya, welche sich vom Wort Pactyan ableiten, dem Namen eines von Herodot erwähnten iranischen Stammes in der altpersischen Provinz Arachosien – entspricht in etwa dem heutigen Gebiet um Kandahar. |
| Ägypten             | مصر                        | Misr. Der arabische Name Miṣr leitet sich vermutlich vom assyrischen Wort misir bzw. musri ab und bedeutet „stark“. Das deutsche Wort „Ägypten“ geht auf das altägyptische Wort Ḥwt-k3-Ptḥ zurück, bedeutet „Ka-Haus des Ptah“ und bezeichnete ursprünglich den Ptah-Tempel in Memphis, dann die Stadt Memphis selbst und wurde schließlich zu der Bedeutung „Unterägypten“ und „Ägypten“ generalisiert. Die Griechen übernahmen das Wort als Namen für das ganze Land in der Form Αἴγυπτος, (Aígyptos). Strabon bietet seinerseits für das Wort Αἴγυπτος eine Volksetymologie an und hält es für aus Ägäis Αιγίαο und Rücken liegend υπτίως zusammengesetzt. Von der altgriechischen Form ist das lateinische Wort Aegyptus abgeleitet, von dem aus der Begriff in zahlreiche moderne europäische Sprachen gelangte. Der eigentliche altägyptische Name Ägyptens lautet hingegen km.t „die Schwarze (Erde)“, was auch in der koptischen Bezeichnung ⲕⲏⲙⲉ weiterlebt. |
| Albanien            | Shqipëria                  | Albanien ist bei Karl May das Land der Skipetaren. Shqipëria bedeutete ursprünglich nicht „Land des Adlers“, sondern leitet sich vom nicht mehr gebräuchlichen shqip (in der Bedeutung klar, deutlich) und shqipoj (deutlich sprechen) ab und bezeichnet diejenigen, die Albanisch sprechen. Der Name „Albanien“ geht möglicherweise auf das vor-keltische Alb („Hügel“, woher Alpen stammt) oder auf das indoeuropäische *albh („weiß“, von dem Albion stammt) zurück. Eine weitere Möglichkeit wäre eine Ableitung der indogermanischen Vorstufe *h₃órbʰos (Waise, auch Arbeiter, Sklave), von der die Wurzel arbër stammen könnte und ursprünglich Arbeiter oder auch nur Mensch bedeutet haben, man vergleiche hierbei die Kognate in anderen Sprachen. Die Italo-Albaner und die albanischen Minderheiten (in Griechenland) sind im Verlaufe der Zeit unterschiedlich benannt worden: Arbënuer, Arbënor, Arbëneshë, Arbreshë. Es gibt keinen Zweifel, dass die Wurzel alb- oder Arb- älter ist als shqip, von dem sich der moderne Name des Landes (Shqipëria) ableitet. |
| Algerien            | الجزائر                    | al-Dschazā’ir ist sowohl der Name des Staates als auch seiner Hauptstadt Algier und bedeutet „die Inseln“. (Vergleiche auch: Dschazira) |
| Andorra             | Andorra                    | Der Name des Pyrenäen-Staates stammt vermutlich aus der baskischen Sprache. |
| Angola              | Angola                     | Das afrikanische Land ist benannt nach N’gola, einem König des Königreiches Ndongo aus dem 16. Jahrhundert. |
| Antigua und Barbuda | Antigua and Barbuda        | Die Karibikinseln (die „Alte“ und die „Bärtige“) wurden 1493 von Christoph Kolumbus so benannt. |
| Äquatorialguinea    | Guinea Ecuatorial          | Der mittelafrikanische Staat liegt nahe dem Äquator. Die Bezeichnung Guinea ist wahrscheinlich von einem Berberwort (Aguuinaoui = „schwarz“) abgeleitet. |
| Argentinien         | Argentina                  | Der Name des Landes leitet sich vom lateinischen Wort argentum (= „Silber“) ab. Der wichtigste Fluss des Landes, der Río de la Plata heißt zu deutsch „Silberfluss“. |
| Armenien            | Հայաստան                   | Hayastan. Das Land ist benannt nach dem Heros Hayk. Der deutsche Name geht vermutlich auf die legendäre Figur Aram zurück. Ein Vorgängerreich Armeniens war das Reich von Urartu. |
| Aserbaidschan       | Azərbaycan                 | Azerbaycan. Vielleicht leitet sich der Landesname von azer (= „Feuer“) und baydjan (= „Hüter“), d. h. „Hüter des Feuers“ ab. |
| Äthiopien           | የኢትዮጵያ ፌዴራላዊ ዲሞክራሲያዊ ሪፐብሊክ | Ithiyopiya (Vollständiger Name: Ityop'iya Federalawi Demokrasiyawi Ripeblik). Der Name des früher auch Abessinien genannten Landes kommt aus dem Griechischen und bedeutet „Brandgesicht“ (αἴθειν “aíthein” = “brennen”, und ὤψ “ṓps” = “Gesicht”). Es erinnert an die griechische Sage von Phaethon, der mit dem Sonnenwagen in dieser Gegend abgestürzt sein soll, wobei er die Gesichter der Menschen verbrannte. Der alte Name Abessinien ist Amharisch und geht auf die Bezeichnung Habescha zurück, was „Hochlandbewohner“ bedeutet. Abb.: i-thi-yo-pi-ya in äthiopischer Schrift |
| Australien          | Australia                  | Der Name des fünften Kontinents leitet sich her von lateinisch terra australis (= „Südland“), das Land, das die Entdecker im Süden der Erdhalbkugel zu entdecken trachteten, bekam von dem Forscher Matthew Flinders seinen Namen. |

## B
| Deutsch                 | Staatssprache                           | Anmerkungen |
| ----------------------- | --------------------------------------- | --- |
| Bahamas                 | Bahamas                                 | Die karibische Inselgruppe hat ihren Namen durch die spanischen Eroberer erhalten, sie nannten die Gewässer um die Inseln Baja Mar („flaches Meer“), woraus später „Bahamas“ wurde. |
| Bahrain                 | البحرين                                 | al-Bahrain. Der Name des kleinen Golfstaats leitet sich vom arabischen al-baḥr („das Meer“) ab; wörtlich bedeutet al-Bahrain „die zwei Meere“. |
| Bangladesch             | বাংলাদেশ                                    | Bangladesh. Desh bedeutet „Land“, „Gebiet“ oder „Staat“, Bangladesch ist also das „Land der Bengalen“. Auch im Namenszusatz von fünf indischen Bundesstaaten kommt die Wurzel „desh“ vor, so z. B. in Andhra Pradesh (sinngemäß: „Bundesstaat Andhra“) vor. |
| Barbados                | Barbados                                | Der portugiesische Entdeckungsreisende Pedro a Campos benannte die Inselgruppe nach ihren Feigenbäumen los barbados (= „die Bärtigen“). |
| Belarus                 | Беларусь                                | Eine veraltete Bezeichnung ist „Weißruthenien“ oder (im DDR-Sprachgebrauch) „Belorussland“. Rus war im Ostslawischen der Name für skandinavisch-slawische Herrschaftsgebiete wie das der Kiewer Rus. Weiß bedeutete im geografischen Sinne „westlich“ oder „nördlich“. Belarus heißt demnach „Westliche Rus“. Es gibt auch andere Theorien, nach denen z. B. weiß im Slawischen auch „frei“ bedeutet oder das Land seinen Namen als Gegensatz zur Kiewer Rus bekam, welche auch „schwarze Rus“ hieß. |
| Belgien                 | België Belgique Belgien                 | Die Region, die schon bei Cäsar Belgica hieß, leitet ihren Namen vermutlich von dem indoeuropäischen Wort *bhelgh („zornig“) ab. |
| Belize                  | Belize                                  | Der mittelamerikanische Staat ist entweder nach dem Piraten Peter Wallace benannt oder leitet sich vom Maya-Wort belix („schlammiges Wasser“) ab. |
| Benin                   | Benin                                   | Der westafrikanische Staat benannte sich nach dem alten Königtum Ibîni, das aber nicht auf dem Territorium des Staates Benin lag. Der frühere Name von Benin war Dahomey. |
| Bhutan                  | འབྲུག་ཡུལ                                  | Druk-Yul heißt „Land des Drachen“. Der seit dem Ende des 19. Jahrhunderts international gebräuchliche Name Bhutan stammt wahrscheinlich aus dem Sanskrit. Die Bedeutung ist jedoch unklar. Der Name könnte aus bhota („Tibet“) und anta („Ende“) zusammengesetzt sein; es gibt daneben auch andere Herleitungen. |
| Bolivien                | Bolivia                                 | Der Staat Bolivien ist benannt nach dem Revolutionär Simón Bolívar, dem ersten Präsidenten nach der Unabhängigkeit im Jahr 1825. |
| Bosnien und Herzegowina | Bosna i Hercegovina Босна и Херцеговина | Bosna ist der Name eines Flusses und Herzegowina leitet sich vom deutschen Wort „Herzogsland“ her und erinnert daran, dass Kaiser Friedrich III. im Jahr 1448 dem einheimischen Herrscher den Herzogstitel verliehen hatte. |
| Botswana                | Botswana                                | Der südafrikanische Staat hieß früher Betschuanaland und ist nach seiner größten ethnischen Gruppe, den Batswana benannt. |
| Brasilien               | Brasil                                  | Der Name geht zurück auf einen frühen Rohstoff aus der Zeit der portugiesischen Okkupation, das pau brasil (Brasilholz), das in Europa als Färbemittel verwendet wurde, wörtlich das glutrote Holz; port. Substantiv brasa = Glut > Adjektiv brasil = glutrot. |
| Brunei                  | Brunei                                  | Der Name des kleinen südostasiatischen Sultanats leitet sich vielleicht von dem Sanskrit-Wort bhumi („Erde“) ab. Der volle Name des Kleinstaates ist Brunei Darussalam („Brunei, Stätte des Friedens“). |
| Bulgarien               | България                                | Bâlgarija. Bulg ist ein Wort aus dem Alt-Turkischen, das „gemischt“ bedeutet. Der Name des Landes ist abgeleitet von dem Namen der Stamm der Bulgaren, wobei dieser Name wahrscheinlich von dem genannten Alt-Turkischen Wort ableitet. |
| Burkina Faso            | Burkina Faso                            | Das frühere Obervolta, benannt nach dem Fluss Volta, nannte sich 1984 in Burkina Faso um. Dieser Name ist zweisprachig. Burkina kommt aus der Sprache der Mossi, dem Mòoré, die Bedeutung ist etwa „Unbestechlicher“. Faso entstammt der Sprache Dioula und heißt „Vaterland“ (fà: „Vater“, só: „Haus, Dorf“). Burkina Faso bedeutet dementsprechend wörtlich „das Vaterland der integren Menschen“. Zusammen mit der Einwohnerbezeichnung „Burkinabe“, deren Endung „-bè“ dem Fulfulde (der Sprache der Fulbe, Fulani) entlehnt wurde, werden somit die drei wichtigsten Sprachgruppen des Landes repräsentiert. |
| Burundi                 | Burundi                                 | In der heimischen Bantusprache bedeutet die Vorsilbe „Bu-“ das Land – Burundi ist also das „Land der Rundi“, während Kirundi die „Sprache der Rundi“ ist. Barundi sind die Einwohner. |

## C
| Deutsch    | Staatssprache | Anmerkungen |
| ---------- | ------------- | --- |
| Chile      | Chile         | Eine Deutung ist, dass das Wort chili für Chile aus der Quechua-Sprache kommt, mit dem die Inka ihre südlichen Territorien bezeichneten. In der Sprache der Aymara bedeutet ch'iwi „kalt“ oder auch chilli „Ende der Welt“. Eine andere Deutung ist die Ableitung von einem araukanischen Wort für „Tiefe“, was sich in Bezug zu den hohen Anden von selbst erklärt. Eine – in Chile – weit verbreitete Deutung ist, dass das Wort chili vom Gesang des Treile – eines Vogels (Vanellus chilensis) – abgeleitet wurde.                                       |
| China      | 中國 / 中国   | Zhongguo (sprich: dschung-guo) setzt sich zusammen aus zhong (中 = „Mitte“) und guo (国 (Langzeichen: 國) = „Land“, „Reich“). Diese Bezeichnung wird aber hauptsächlich von den Nachbarländern benutzt. Die Slawen benennen das Land nach einem der Völker der Jin-Dynastie, den Chitan, Kitai, ein Name, der bei Marco Polo als Kathai („Cathay“) vorkommt. Auch die Fluggesellschaft Cathay Pacific hat ihren Namen von derselben Quelle. Die anderen europäischen und vorderasiatischen Länder benennen China nach der Qin-Dynastie (Qin, sprich: tchin). |
| Costa Rica | Costa Rica    | Der Name des mittelamerikanischen Staates kommt aus dem Spanischen und heißt „reiche Küste“. Früher wurde der Name auf Deutsch auch „Kostarika“ geschrieben. |

## D
| Deutsch                 | Staatssprache        | Anmerkungen |
| ----------------------- | -------------------- | --- |
| Dänemark                | Danmark              | Wahrscheinlich leitet sich „Dänemark“ von Tanne und Mark (= „Grenzregion“) oder von der indoeuropäischen Wurzel dhen („flach“) ab. Der Name wurde zuerst von den Goten verwendet, um den Wald zu benennen, der das Land der Goten vom Land der Dänen (damals: Scania) trennte. |
| Deutschland             | Deutschland          | Das „Land der Deutschen“, wobei „deutsch“ sich von althochdeutsch diota „Volk“ ableitet. |
| Dominica                | Dominica             | Der Name des karibischen Inselstaates leitet sich vom lateinischen Dominica dies („Tag des Herrn“) her, denn die Insel wurde von Christoph Kolumbus an einem Sonntag (dem 3. November 1493) entdeckt.                                                                          |
| Dominikanische Republik | República Dominicana | Nach dem Namen der Hauptstadt Santo Domingo. |
| Dschibuti               | جيبوتي; Djibouti     | Dschibuti. Der Name des ostafrikanischen Staates leitet sich vermutlich von dem Afar-Wort gabouti, einer aus Palmfasern geflochtenen Matte, her. Eine andere Deutung ist die Herleitung von Tehuti, „Land des Thot“.                                                           |

## E
| Deutsch        | Staatssprache | Anmerkungen |
| -------------- | ------------- | --- |
| Ecuador        | Ecuador       | Von der Lage des südamerikanischen Landes am Äquator. |
| El Salvador    | El Salvador   | El Salvador ist spanisch und bedeutet „der Erlöser“, gemeint ist damit Jesus Christus. |
| Elfenbeinküste | Côte d’Ivoire | Der westafrikanische Staat hat seinen Namen vom portugiesischen Elfenbeinhandel im 16. Jahrhundert. Präsident Félix Houphouët-Boigny verfügte Ende der 1980er Jahre, dass der Staat, der nach seinem einst wichtigsten Exportprodukt benannt ist, nur noch mit dem französischen Kolonialnamen Côte d’Ivoire geführt und nicht übersetzt werden darf. |
| Eritrea        | ኤርትራ          | Hagere Ertra. Der Name des ostafrikanischen Staates leitet sich von den griechischen Wörtern erythros („rot“) und thalassa („Meer“) her und weist auf die Lage am Roten Meer hin. |
| Estland        | Eesti         | Der Name geht zurück auf Tacitus, der in seiner Germania eine gens aestiorum erwähnt. Die Herkunft ist jedoch nicht bekannt. |
| Eswatini       | Eswatini      | Offizieller Staatsname: Kingdom of Eswatini (engl.); Umbuso weSwatini (Siswati); Königreich Eswatini. Der Kleinstaat im südlichen Afrika ist benannt nach Mswati, einem König des 16. Jahrhunderts oder nach dem Swasi-Volk aus dem 19. Jahrhundert.                                                                                                  |

## F
| Deutsch    | Staatssprache | Anmerkungen |
| ---------- | ------------- | --- |
| Fidschi    | Fiji          | Offizieller Staatsname: Republic of Fiji Islands (engl.); Matanitu Tu-Vaka-i-koya ko Viti (Fidschi); Republik Fidschi-Inseln Der Name des Südsee-Staates leitet sich von dem Tonga-Namen der Hauptinsel, Viti Levu, ab. |
| Finnland   | Suomi         | Offizieller Staatsname: Suomen Tasavalta (finn.); Republiken Finland (schwed.); Republik Finnland. Der finnische Name dieses Staates geht möglicherweise auf ein urbaltisches Wort zeme („Land“) zurück. Hiervon weicht die Bezeichnung in den germanischen Sprachen, so dt. Finnland, schwed., dän., norw., engl. Finland usw. als „Land der Finnen“ völlig ab. (Die finnische Sprache kennt schon den Laut „f“ nicht; so heißt Frankreich im Finnischen ohne anlautendes „f“ Ranska.) Die Bezeichnung für das Volk der Finnen findet sich bei Tacitus als Fenni; bei Ptolomäus heißen sie Phinnoi. In diesem fin/fen/phin steckt eine indogermanische Wurzel *pent- (treten, auf etwas treten, auf etwas stoßen), die man auch in dem dt. Wort finden antrifft und im Sinne von „finden“ aber auch von „gehen und kommen“ verwendet wird, etwa in lat. venire = „kommen“ und invenire = „erfinden“, d. h. „auf etwas kommen“. Der schwedische Philologe Elof Hellquist (1864–1933) brachte das in seinem Svensk Etymologisk Ordbok (Schwedisches Etymologisches Wörterbuch) von 1922 auf die Formel: Finnen = Wanderervolk und Sammlervolk. |
| Frankreich | France        | Offizieller Staatsname: République Française; Französische Republik Der deutsche Landesname bedeutet „Franken-Land“ und geht auf das germanische Wort franka („tapfer, frei“) zurück. Der frühere Name des Landes war Gallien, nach einem keltischen Wort, das schon die Römer auf das lateinische Wort gallus („Hahn“) bezogen. |

## G
| Deutsch       | Staatssprache     | Anmerkungen |
| ------------- | ----------------- | --- |
| Gabun         | Le Gabon          | Der Name des zentralafrikanischen Staates kommt von dem portugiesischen Wort gabão („Kapuze“). Die Portugiesen gaben den Namen aufgrund der Form des Flusses Komo. |
| Gambia        | The Gambia        | Der Name des westafrikanischen Staats leitet sich möglicherweise vom portugiesischen Wort câmbio („Austausch“ oder „Handel“) her und nimmt damit Bezug auf den Handel, den portugiesische Händler in dieser Region betrieben. |
| Georgien      | საქართველო        | Sakartvelo. Sak'art'velo (Kartvelia) kommt von dem heidnischen Gott Kartlos, dem Stammvater der Georgier. Der deutsche Name der Kaukasus-Republik kommt entweder von gurz (Name des Volkes) oder vom griechischen St. Georg. Andere Quellen leiten den Namen vom arabischen Jurj, dem persischen Gurj ab, was vermutlich auf ein indoeuropäsisches Wort mit der Bedeutung „bergig“ zurückgeht. Im Altertum hieß die Region Kolchis. Ein anderer deutscher Name für das Land ist Grusinien. |
| Ghana         | Ghana             | Das frühere westafrikanische Königreich Ghana (gana = „König“) war nie Teil des heutigen Staates Ghana. |
| Grenada       | Grenada           | Die Karibikinsel hat ihren Namen von der spanischen Stadt Granada, deren Namen wiederum auf das lateinische granatum („Granatapfel“) zurückgeht. Kolumbus nannte die Insel Concepcion für „Vorstellung“, „Plan“, „Empfängnis“. |
| Griechenland  | Ελλάς oder Ελλάδα | Ellás / Elláda. Ersteres eher formell (auch zu festlichen Anlässen), zweiteres im täglichen Umgang Das lateinische Graecia (vom griechischen Γραικοί) bezieht sich eigentlich nur auf die Bewohner des Epirus. Auch Ἑλλάς (Hellás) oder Ἑλλοπία (Hellopía) war nur ein Stammesname der Einwohner im Norden von Εὔβοια (Eúboia/Évvia), die sich Σελλοί (Selloí) oder kurz Ἑλλοί (Helloí) nannten. Die weitere Etymologie dieser Namen ist unbekannt. Siehe auch: Hellas                     |
| Guatemala     | Guatemala         | Der Name des mittelamerikanischen Staates kommt wohl von dem indigenen Wort Quauhtemellan („Land der Adler“). Andere Quellen leiten den Namen Guatemala vom toltekischen Wort „Goathemala“, das so viel wie „Erde der Bäume“ bedeutet. Nach einer weiteren Theorie bedeutet der Name „Ort der Holzhaufen“. |
| Guinea        | Guinée            | Der westafrikanische Staat leitet sich von dem Tuareg-Wort aginaw („Schwarze“) ab. |
| Guinea-Bissau | Guiné-Bissau      | Der westafrikanische Staat hat in seinem Namen den Namen der Hauptstadt Bissau. |
| Guyana        | Guyana            | Der südamerikanische Staat hat seinen Namen von der Landschaft Guayana. Guayana leitet sich von einem indigenen Wort gu a yana („Blüte der Rose“) oder von Guiana („Land der vielen Gewässer“) ab. Er könnte auch von Guainazes für „ehrenwerte Leute“ kommen. |

## H
| Deutsch  | Staatssprache | Anmerkungen |
| -------- | ------------- | --- |
| Haiti    | Haïti         | Der karibische Staat auf der Insel Hispaniola („kleines Spanien“) hat seinen Namen aus der karibischen Taíno-Sprache und bedeutet „bergiges Land“.                                                                                                  |
| Honduras | Honduras      | Der Name des mittelamerikanischen Staates kommt vom spanischen hondura und bedeutet „Tiefe“. Christoph Kolumbus taufte das Land so, als er an Land ging, aufgrund der Tiefen im Meer unweit der honduranischen Küste, die auch sehr stürmisch sind. |

## I
| Deutsch    | Staatssprache  | Anmerkungen |
| ---------- | -------------- | --- |
| Indien     | भारत / India    | Bharat. Der Staat Indien ist international benannt nach dem heute durch den Staat Pakistan fließenden Indus-Fluss. Die einheimische Bezeichnung ist Bharat, ein Name, der auf einen König aus dem altindischen Epos Mahabharata (maha = „groß“) zurückgeht. |
| Indonesien | Indonesia      | Der Inselstaat (die ehemalige niederländische Kolonie Niederländisch-Indien) hat seinen heutigen Namen vom Begriff Indien und dem griechischen Wort nesos („Insel“). Es bedeutet somit „indische Inseln“. In der niederländischen Sprache gibt es den Unterschied zwischen einerseits India bzw. Indiaas (Deutsch: Indien bzw. indisch) und andererseits Indië bzw. Indisch (Deutsch: Niederländisch-Indien bzw. niederländisch-indisch). |
| Irak       | العراق         | al-ʿIrāq. Das frühere Mesopotamien („Zweistromland“) leitet sich von dem alten semitischen Wort Uruk her, was „Gewässer“ bedeutet und auf die Flüsse Euphrat und Tigris anspielt. |
| Iran       | ايران          | Īrān bedeutet wörtlich „Land der Arier“ und leitet sich vom avestischen Aryanam vaeja ab. Das frühere Land Persien wurde 1935 in Iran („Land der Arier“) umbenannt |
| Irland     | Éire – Ireland | Irland heißt auf Irisch Éire, was /ˈeːrʲə/ (rʲ fast wie dt. „d“) ausgesprochen wird und auf Eriu, eine alte keltische Göttin der Fruchtbarkeit zurückgeht. Der Name könnte aber auch vom keltischen Wort erin für „Grünes Land“ kommen. |
| Island     | Ísland         | Eisland (isl. ís = ‚Eis‘) – Einige Ortsnamen (Papey) deuten darauf hin, dass Island schon vor den Wikingern von irischen Mönchen besiedelt worden war. Namentlich bekannt wurde erst Naddoddr von den Färöer, der eine kurze Zeit auf Island lebte. Er taufte das Land Snæland (Schneeland). Später folgte ihm Garðar Svavarsson, der es Garðarsholmur nannte. Den Namen Ísland, der schließlich blieb, prägte Flóki Vilgerðarson, genannt Hrafna-Flóki (Rabenfloki). Die Legende besagt, dass er es im ersten Sommer versäumte, Heu für den Winter einzubringen, der Winter hart wurde, er all sein Vieh verlor und wieder wegzog – dennoch dem Land seinen heutigen Namen gab. |
| Israel     | ישראל          | Jisra'el. Der Staatsname Israel kommt aus der Bibel. Es ist der Beinamen Jakobs. Die Volksetymologie des Alten Testaments deutet Israel als „Gottesstreiter“ (vergleiche Gen 32,29). Jedoch ist diese Deutung vermutlich falsch. Vom Typ entspricht der Name Israel einer weit verbreiteten semitischen Namensform, die ein Verb im Imperfekt und das theophore Element אֵל („Gott“) als Subjekt enthält. Das verbale Element im Namen Israel könnte, hier hätte die alttestamentliche Deutung Recht, von der Wurzel שרה („streiten“, „kämpfen“) kommen. Möglich ist auch eine Ableitung von der Wurzel שרר („herrschen“). Der hebräische Imperfekt kann mit dem deutschen Präsens oder der deutschen Wunschform wiedergegeben werden, sodass sich als mögliche Übersetzungen ergibt: „Gott streitet (für uns)“, „Gott möge (für uns) streiten“, „Gott herrscht“ oder „Gott möge herrschen“. Abb.: jissra'el auf Hebräisch |
| Italien    | Italia         | Ursprünglich galt dieser Name nur für eine kleine Region an der Südspitze Italiens, wurde aber später auf die ganze Apenninhalbinsel übertragen. Die Herkunft des Wortes ist unklar, auf jeden Fall ist es vorlateinisch. Bel paese ist ferner eine metaphorische Landesbezeichnung. |

## J
| Deutsch   | Staatssprache | Anmerkungen |
| --------- | ------------- | --- |
| Jamaika   | Jamaica       | Der Name der Karibik-Insel kommt aus der Arawak-Sprache. Xaymaca bedeutet „reich an Quellen“. Xamaika bedeutet „Land von Wald und Wasser“. |
| Japan     | 日本          | Nihon oder Nippon. Japan, das „Land der aufgehenden Sonne“, leitet sich von nichi („Sonne“) und hon („Wurzel“, „Ursprung“) her. Das Wort „Japan“ geht auf die chinesische Lesart (Aussprache) desselben Wortes zurück. Abb.: ni-hon (nippon) auf Kanji |
| Jemen     | اليمن         | al-Yaman. Manche Quellen leiten den Landesnamen Jemen von dem arabischen Wort yamin („rechts“) ab. Dies ist als ein Hinweis darauf zu sehen, dass der Jemen aus der Sicht eines betenden Muslims an der Küste des Roten Meeres rechts von Mekka liegt. Andere Quelle leiten Jemen von dem Wort yumn („Glück“, „Segen“) ab, eine Deutung, die mit der antiken lateinischen Bezeichnung arabia felix übereinstimmt. |
| Jordanien | الأردن        | al-Urdunn. Das Haschemitische Königreich ist benannt nach dem Fluss Jordan. Der Jordan (hebräisch נהר הירדן Nahar haJarden) bedeutet sinngemäß „der herabsteigende Fluss“. Sein arabischer Name ist نهر الأردن Nahr al-Urdunn. |

## K
| Deutsch     | Staatssprache                             | Anmerkungen |
| ----------- | ----------------------------------------- | --- |
| Kambodscha  | កម្ពុជា                                      | Kâmpŭchea oder Khmer. Der offizielle Staatsname des südostasiatischen Landes ist Preăh Réachéanachâkr Kâmpŭchea („Königreich Kambodscha“). |
| Kamerun     | Cameroun Cameroon                         | Der Name des zentralafrikanischen Staates kommt von Rio de Camarões („Fluss der Garnelen“), der Name, den die Portugiesen im 15. Jahrhundert dem Wouri-Fluss gaben. |
| Kanada      | Canada                                    | Kanada bedeutet in Algonkin „kleine Siedlung“ oder „Dorf“. Diese Bezeichnung bezieht sich auf den heutigen Ort Stadocana in Québec. 1840 wurden Oberkanada und Niederkanada zur Provinz Kanada vereinigt und 1867 in der Kanadischen Konföderation in die selbständigen Provinzen Québec und Ontario geteilt. |
| Kap Verde   | Cabo Verde                                | Der Name kommt aus dem Portugiesischen Cabo Verde und bedeutet „grünes Kap“, einer der westlichsten Punkte auf dem Kontinent Afrika. |
| Kasachstan  | Қазақстан                                 | Das zentralasiatische Land (= stan) ist benannt nach dem Volk der Kasachen. Der Name Qazaq (auch Kazak geschrieben) ist türkischen Ursprungs. Er bedeutet „Unabhängiger“ oder „Steppenreiter“ und wurde im Jahr 1245 erstmals urkundlich erwähnt. |
| Katar       | قطر                                       | Qaṭar. Der Name des arabischen Staates kommt von qatra („Tropfen“). Der alte Name lautete „Katara“ „كطرة“ und bezog sich auf eine Siedlung am Ufer eines Flusses. |
| Kenia       | Kenya                                     | Der Staat Kenia ist nach dem Kenia-Berg benannt, einem Namen aus der Kikuyu-Sprache, Kere-Nyaga, was so viel wie „weißer Berg“ bedeutet. |
| Kirgisistan | Кыргызстан                                | Kyrgyzstan. Der zentralasiatische Staat hat seinen Namen vom türkischen kir („Steppe“) und gizmek („nomadisieren“). |
| Kiribati    | Kiribati                                  | Der Name des Südsee-Inselstaates leitet sich von dem englischen Namen Gilbert (früherer Name: Gilbert Islands) ab. |
| Kolumbien   | Colombia                                  | Der südamerikanische Staat hat seinen Namen von Christoph Kolumbus. |
| Komoren     | Comori                                    | Der Name des Inselstaates im Indischen Ozean leitet sich vom Arabischen Qamar („Mond“) ab. |
| Kongo       | République démocratique du Congo          | Die Demokratische Republik Kongo, das frühere Belgisch-Kongo oder Kongo-Kinshasa, hatte von 1971 bis 1997 den Namen Zaire, der mit dem Sturz Mobutus wieder abgeschafft wurde. Seitdem ist die Verwechslungsgefahr mit dem nördlichen Nachbarstaat, der Republik Kongo, wieder gegeben. Das Reich Kongo war ein ehemaliges Bantureich in Zentralafrika vom 14. Jahrhundert bis ins 17. Jahrhundert, das um 1370 entstand. Mythischer Gründungsvater war Ntinu Nimi a Lukeni, der vom Reich seines Vaters, dem Königreich Vungu, aus in der Provinz Nsundi angekommen sei. Von dort eroberte er als Erstes das Reich der Mbundu im Norden des heutigen Angola, wo er sich auch zeitweise niederließ. In seinem zweiten eroberten Gebiet, der Provinz Mpemba, gründete er Mbanza Kongo (zu deutsch „Königshof Kongo“), die neue Hauptstadt des expandierenden Reichs. |
| Kongo       | République du Congo                       | Die Republik Kongo, das frühere Kongo-Brazzaville, wird leicht mit der Demokratischen Republik Kongo verwechselt. Der Name Kongo selbst kommt vom Fluss Kongo und dem Volk der Bakongo. |
| Korea       | kor. 조선 (Nordk.) bzw. kor. 한국 (Südk.) | Das deutsche Wort Korea wurde durch islamische Handelsreisende vermittelt und leitet sich vom Namen des Reichs Goryeo ab, das bis Ende des 14. Jh. auf der Halbinsel bestand. Weder Nordkorea noch Südkorea heißen in der Landessprache Korea. In Nordkorea (sowie früher in ganz Korea) ist als Landesbezeichnung Chosŏn (hier in McCune-Reischauer-Romanisierung) üblich, in Südkorea Hanguk (hier in revidierter Romanisierung). Beide können je nach Situation das ganze Land oder die eigene Hälfte davon bezeichnen, vergleichbar mit dem Stadtnamen Berlin während der deutschen Teilung. Sowohl Chosŏn als auch Han könnten aus koreanischen Ethnonymen entstanden sein; die chinesischen Logogramme, mit denen Chosŏn (朝鮮) und Han (韓) ursprünglich geschrieben wurden, wurden in beiden Namen wohl lautmalerisch verwendet; die verbreitete Deutung von 朝 als „Morgen“ (nach dem in der chinesischen Sprache üblichen semantischen Wert des Zeichens) wäre dann eine nachträgliche Interpretation der eigentlich lediglich als lautliche Annäherung zu verstehenden chinesischen Umschrift des nichtchinesischen Ethnonyms. Siehe auch die Abschnitte über „Nord-“ und „Südkorea“. |
| Kroatien    | Hrvatska                                  | Etymologisch leitet sich die Herkunft des Landesnamens möglicherweise vom Verb ringen (rvati) ab. Der Begriff bezeichnet ebenso die Bedeutung des „Erstreitens“ als auch des „Ringens“ (mit Gegnern, um Dinge, auch: Sachverhalte, Argumente etc.). Eine Interpretation, in der geschichtlich eine kriegerische Rolle der „Kroaten“ (Streiter, Krieger) abgeleitet wird, gilt gegenwärtig als Kolportage. Bekannt ist aber, dass sich das deutsche Wort Krawatte von dem Halstuch kroatischer Soldaten ableitet. Es geht auf Französisch à la cravate („nach kroatischer Art“) zurück (vgl. auch die vor allem in Österreich bezeugte mundartliche Form „Krawåt“ von „Kroate“, kroatisch Hrvat). Eine andere Form lautete croatta. Über die Namensherkunft mit weiter zurück liegendem Bezug wird eine iranische Etymologie diskutiert, siehe Kroaten#Namensherkunft. |
| Kuba        | Cuba                                      | Kuba ist ein Wort aus der Arawak-Sprache und bedeutet „zentraler Platz“. Die Kariben nannten die Insel Cubanascnan von cubagua für „wo man Gold findet“. Kolumbus nannte die Insel erst Juana (Name der spanischen Prinzessin) und später Fernandina (nach dem spanischen König). |
| Kuwait      | الكويت                                    | al-Kuwait. Der Name des Staates leitet sich vom arabischen Wort kūt für „Fort“ her, al-Kuwait bedeutet wörtlich „das kleine Fort“. |

## L
| Deutsch       | Staatssprache                   | Anmerkungen |
| ------------- | ------------------------------- | --- |
| Laos          | ລາວ                             | Offizieller Staatsname: Sathalanalat Paxathipatai Paxaxon Lao; Demokratische Volksrepublik Laos (Laos PDR) Law. Der südostasiatische Staat hat seinen Namen von Lo, einem Sohn des Gottes Rama. |
| Lesotho       | Lesotho                         | Offizieller Staatsname: Mmuso wa Lesotho (Sesotho); Kingdom of Lesotho (engl.); Königreich Lesotho Der Name des südafrikanischen Staates besteht aus der Vorsilbe le, die die Einzahl bezeichnet, und dem Wort Sotho, dem Namen eines Volkes. |
| Lettland      | Latvija                         | Offizieller Staatsname: Latvijas Republika; Republik Lettland Der Name des baltischen Staates kommt vermutlich von dem Wort Latgale. Lettgallen (lettisch: Latgale) ist eine der vier historischen Landschaften Lettlands und wird als Kernland des heutigen Lettlands angesehen.                                                                                          |
| Libanon       | لبنان                           | Offizieller Staatsname: al-Dschumhūriyya al-Lubnāniyya (الجمهورية اللبنانية), Libanesische Republik Lubnān. Der Name des Staates kommt vermutlich vom assyrischen labhanu und bedeutet „weiß“ nach den Schneebergen, die bis zur Küste sichtbar sind. |
| Liberia       | Liberia                         | Offizieller Staatsname: Republic of Liberia; Republik Liberia Der westafrikanische Staat wurde 1822 von freigelassenen US-amerikanischen Sklaven gegründet und hat seinen Namen von dem lateinischen Wort liber („frei“). Auch der Name der Hauptstadt Monrovia verweist in die USA, denn er ist vom Namen des amerikanischen Präsidenten James Monroe abgeleitet.         |
| Libyen        | ليبيا                           | Lībiyā. Der nordafrikanische Staat ist nach dem Berber-Stamm der Libyer benannt, der schon im alten Ägypten unter dem Namen Rbw bekannt war. |
| Liechtenstein | Liechtenstein                   | Offizieller Staatsname: Fürstentum Liechtenstein Der Staat ist nach dem Herrschergeschlecht derer von Liechtenstein benannt. Dieses wiederum hat seinen Namen nach dem Stammschloss (Burg Liechtenstein „heller Stein“ in Niederösterreich). |
| Litauen       | Lietuva                         | Offizieller Staatsname: Lietuvos Respublika; Republik Litauen Der Name des baltischen Staates, der bereits im Jahr 1009 in einer Quedlinburger Annale erwähnt wird, stammt möglicherweise von einem Gewässer: Lietauka < *Lietava (rechter Zufluss der Neris). Suffixlose Bildungen von *Lietā sind noch Leità, Leitýs; Kompositum Leitupalis; mit anderem Suffix Leitãlė. |
| Luxemburg     | Lëtzebuerg Luxembourg Luxemburg | Offizieller Staatsname: Großherzogtum Luxemburg; Grand-Duché de Luxembourg (frz.); Groussherzogtum Lëtzebuerg (lux.) Lëtzebuerg, ursprünglich nur der Name der Hauptstadt, kommt von der mittelhochdeutschen Verbindung luzzil („klein“, vgl. engl. little) und Burg, bedeutet also „kleine Burg“.                                                                         |

## M
| Deutsch        | Staatssprache           | Anmerkungen |
| -------------- | ----------------------- | --- |
| Madagaskar     | Madagasikara Madagascar | Die Bezeichnung Madagaskar entstammt keiner einheimischen Sprache, sondern leitet sich von Madageiscar ab, einer korrumpierten Form des Namens der somalischen Stadt Mogadischu aus den Memoiren des Marco Polo. |
| Malawi         | Malawi                  | Der Name des ostafrikanischen Staates kommt von dem einheimischen Wort Maravi („Flammen“ – untergehende Sonne über den Malawisee) |
| Malaysia       | Malaysia                | Der südostasiatische Staat hieß während der Föderation mit Singapur Malaya, ein Name, der sich von mala („Gebirge“) ableitet. |
| Malediven      | ދިވެހިރާއްޖޭގ                 | Divehi raajie. Der Name des Inselstaats im Indischen Ozean kommt aus dem Sanskrit und bedeutet „Palastinsel“, von mahal („Palast“, vgl. Taj Mahal) und diva „(Insel“, vgl. Dhivehi). |
| Mali           | Mali                    | Der westafrikanische Wüstenstaat ist benannt nach dem historischen Malireich und dem Volk der Malinke. In der Bambara-Sprache bedeutet mali „Nilpferd“. |
| Malta          | Malta                   | Die Mittelmeerinsel hat ihren Namen entweder vom semitischen malat („Zuflucht“) oder vom griechischen melitta („Biene“). Interessant ist, dass Malta im Altertum für seinen Honig berühmt war. |
| Marokko        | المغرب                  | al-Maghrib. Der arabische Begriff al-Maghrib bedeutet „Westen“. Von diesem Begriff leitet sich auch der Sammelname Maghreb ab, im Französischen ist le Maghreb heute allgemeine Bezeichnung für die Länder des ehemaligen Französisch-Nordwestafrika. Der deutsche Landesname leitet sich von der Stadt Marrakesch her. |
| Marshallinseln | Marshall Islands        | Die Südsee-Inseln sind nach dem britischen Kapitän John Marshall benannt, der 1788 als erster die Existenz dieser Inseln dokumentierte. |
| Mauretanien    | موريتانيا               | Mūritāniyā. Der westafrikanische Wüstenstaat hat seinen Namen nicht vom lateinischen Wort maurus („Mohr“), sondern von dem Berber-Stamm der Mauri. Maure kommt vermutlich von dem phönizischen Wort mahurim für „Mann des Westens“. |
| Mauritius      | Mauritius               | Die Insel im Indischen Ozean wurde 1598 von den Holländern nach dem Prinzen Mauritius (Moritz) von Nassau benannt. |
| Mexiko         | México                  | Der Name des Staates und seiner Hauptstadt kommt von der Eigenbezeichnung der Azteken Mexika. Dieser Name stammt vom Nahuatl-Wort Metztlixithlico und bedeutet entweder „in der Mitte des Mondes“ (metztli („Mond“) und xictli („Nabel“) oder einfach „Sonne“). Andere leiten den Namen von dem Anführer Mexitli ab. |
| Mikronesien    | Micronesia              | Der Name des Südsee-Staates ist ein Kunstwort mit griechischen Bestandteilen und bedeutet „kleine“ (mikro-) „Inseln“ (nesos). |
| Moldau         | Moldova Молдова         | Man nimmt an, dass der Name aus den dakischen Wörtern molta = „viele“ und dava = „Festung“, „Stadt“ abgeleitet ist. Nach einer anderen Theorie wurde die Region von einem ungarischen Adligen nach dem in Rumänien gelegenen Fluss Moldova benannt, nicht zu verwechseln mit der bekannteren tschechischen Moldau. |
| Monaco         | Monaco                  | Der Name des Zwergstaates an der Riviera geht auf das griechische Wort monos („einzig“, „allein“) zurück. Im 5. Jahrhundert errichteten die Griechen dort einen Tempel für „Herakles Monoikos“. |
| Mongolei       | Монгол                  | Mongol. Der Name des mongolischen Staates geht auf das Wort mengu („tapfer“) zurück. Der Namen des herrschenden Stammes wurde oft auf sämtliche vereinigten Stämme übertragen. |
| Montenegro     | Crna Gora Црна Гора     | Montenegro, ein venezianisches Wort, bekam seinen Namen von venezianischen Eroberern und bedeutet, wie das serbische Crna gora, „schwarzer Bergwald“, gemeint ist damit der bewaldete Lovćen, der von Weitem schwärzlich erscheint. |
| Mosambik       | Moçambique              | Der ostafrikanische Staat hat seinen Namen aus dem Arabischen und bedeutet eigentlich musa malik („König Mose“). Nach anderen Theorien stammt der Name von den arabisch-asiatischen Händlern Muzambases oder von der Mosambikinsel. |
| Myanmar        | မြန်မာ                     | Der südostasiatische Staat hieß früher Birma oder Burma. Neben der offiziellen Bezeichnung (Pye Tawngsu Myanma Naingngan = „Union Myanmar“) nennen die Einwohner den Staat auch kurz Myanma Naingngan („Staat Myanmar“). Burma und Myanmar sind nicht wirklich verschiedene Bezeichnungen. Bama, von dem sich das englisch ausgesprochene Burma (und hieraus vermutlich eingedeutscht Birma) offensichtlich herleitet, und Myanma sind seit jeher die Bezeichnungen für die größte Bevölkerungsgruppe der Bamar in ihrer eigenen Sprache und für ihr Land. Der Begriff Myanma soll bis auf das 6. Jahrhundert zurückgehen. Er entstammt der Schriftsprache, während Bama umgangssprachlich verwendet wird. Seit den 1920er-Jahren gab es Bestrebungen, einen einheitlichen Begriff für alle im jetzigen Myanmar beheimateten Volksgruppen zu finden. So wurde mehrmals Bama durch Myanma ersetzt und umgekehrt. Die offizielle Umbenennung des Landes in Union of Myanmar durch das Militär war in erster Linie ein Vorhaben mit Außenwirkung. Das Land sollte sich als der Kolonialzeit endgültig entgangen präsentieren. Die Vereinten Nationen billigten den neuen Namen des Staats wenige Tage nach der Verkündung. Dem sind mittlerweile viele Staaten gefolgt, während die Vereinigten Staaten und Australien als Zeichen ihrer Missbilligung des Regimes am Namen Burma festhalten. Im Birmanischen bedeutet die Silbe Myan „schnell“, die Silbe Mar „stark“. |

## N
| Deutsch        | Staatssprache        | Anmerkungen |
| -------------- | -------------------- | --- |
| Namibia        | Namibia              | Offizieller Staatsname: Republic of Namibia; Republik Namibia Die frühere Kolonie Deutsch-Südwestafrika, später Südwestafrika, ist benannt nach der Namib, ein Wort des Khoekhoegowab, das „weiter Platz“ bedeutet. Als Namenserfinder gilt Mburumba Kerina. |
| Nauru          | Naoero               | Offizieller Staatsname: Ripublik Naoero (nauru.); Republic of Nauru (engl.); Republik Nauru Die Herkunft des Wortes „Nauru“ ist nicht geklärt. Die Nauruer nannten ihre Insel damals wie heute „Naoero“. Der Deutsche Paul Hambruch gab folgende etymologische Erklärung, dass „Naoero“ als Kontraktion des Satzes „a-nuau-a-a-ororo“ (würde heute „A nuaw ea arouro“ geschrieben werden), was so viel wie „Ich gehe an den Strand“ bedeutet, interpretiert werden muss. Im Deutschen Koloniallexikon (1920) wurde dann auch die Erklärung von Hambruch mit dem Wort „Anáoero“ bzw. „Ānā́ọĕṙọ“ übernommen. Der Elsässer Alois Kayser lehnte Hambruchs Erklärung ab, da im Nauruischen das Wort „Strand“, als Ziel eines Verbs der Bewegung, das richtungsweisende Wort „rodu“, was „abwärts“ heißt, benötige. Die Nauruer halten den Strand für den geografisch tiefsten Punkt der Insel, sowohl in Bezug auf das Land wie auf das Meer. Die Tatsache, dass „rodu“ in Hambruchs Worterklärung fehlt, macht seine Etymologie des Wortes „Naoero“ und damit auch von „Nauru“ unhaltbar. |
| Nepal          | नेपाल                  | Offizieller Staatsname: नेपाल अधिराज्य; Nepal Adhirajya; Königreich Nepal Nepal. Der Name des Himalaya-Staates leitet sich von den Sanskrit-Wörtern ni („herab“) und pat („fliegen“) ab. Eine andere Deutung ist „Wollmarkt“. |
| Neuseeland     | New Zealand Aotearoa | Offizieller Staatsname: New Zealand (engl.); Aotearoa Land der langen weißen Wolke (Maori); Die Inselgruppe wurde 1642 von dem Holländer Abel Tasman entdeckt und als Staaten Land benannt. Die niederländischen Behörden nannten sie nach der niederländischen Provinz Zeeland in Nieuw Zeeland, „Neu-Seeland“ um. |
| Nicaragua      | Nicaragua            | Offizieller Staatsname: República de Nicaragua; Republik Nicaragua Der Landesname des mittelamerikanischen Staates leitet sich aus dem Nahuatl ab (nican = „hier“, aráhuac = „Menschen“). Andere Autoren führen den Landesnamen auf die Begegnung des spanischen Konquistador Gil González Dávila mit dem Kaziken Nicarao zurück, welche am 15. Oktober 1523 bei San Jorge/Rivas stattfand. |
| Niederlande    | Nederland            | Offizieller Staatsname: Koninkrijk der Nederlanden; Königreich der Niederlande Nederland heißt auf Deutsch „niedriges Land“. Diesen Namen bekam das Land von den Habsburgern, um die Niederen Rheinlande von den Besitzungen am Oberrhein zu unterscheiden. Die Bezeichnung Holland bezieht sich lediglich auf zwei von 12 Provinzen der Niederlande: Noord-(=Nord-) und Zuid-(=Süd-)Holland. Die Silbe holt (hol) bedeutet „Holz“ und weist auf bewaldetes Land hin. |
| Niger          | Niger                | Offizieller Staatsname: République du Niger; Republik Niger Der westafrikanische Staat ist benannt nach dem Fluss Niger, der bei den Tuareg „ghir n-igheren“, „Fluss der Flüsse“ hieß. Dieser Name wurde im Arabischen Nahr al-anhur mit der gleichen Bedeutung und auf Latein „Niger“, „der Schwarze“. |
| Nigeria        | Nigeria              | Offizieller Staatsname: Federal Republic of Nigeria; Bundesrepublik Nigeria Ebenfalls benannt nach dem Fluss Niger oder nach dem afrikanischen Wort NiGir („Fluss Gir“). |
| Nordkorea      | kor. 조선            | Mit dem koreanischen Alphabet, der einzigen von den koreanischen Staaten verwendeten Schrift, wird der offizielle Staatsname kor. 조선민주주의인민공화국 geschrieben, was nach McCune-Reischauer als Chosŏn minjujuŭi inmin konghwaguk transkribiert wird. Beide Formen geben lediglich die koreanische Aussprache der chinesischen Logogramme 朝鮮民主主義人民共和國 wieder, aus denen der Name aufgebaut ist: 朝鮮 Chosŏn „Korea“ + 民主主義 minjujuŭi „Demokratie“ + 人民 inmin „Volk“ + 共和國 konghwaguk „Republik“, zusammen „Koreanische Demokratische Volksrepublik“. In nicht-nordkoreanischen Veröffentlichungen ist die Form „Demokratische Volksrepublik Korea“ üblicher. Die Kurzform ist Chosŏn (kor. 조선). Unklar ist, wie üblich im Land die Benutzung der Form Pukchosŏn (kor. 북조선; puk = „Nord-“) ist, um zu verdeutlichen, dass nur Nordkorea gemeint ist. Siehe auch den Abschnitt über „Korea“. |
| Nordmazedonien | Северна Македонија   | Der Name Makedonien bzw. Mazedonien stammt aus dem griechischen Makedonoi, der Bezeichnung für den Volksstamm der antiken Makedonier, die sich im Zuge der Dorischen Wanderung (ca. 1200–1000 v. Chr.) am Pindos ansiedelten (Herodot 1,56 Makedonia). Die amtliche Selbstbezeichnung des Balkan-Staates war bis 2019 „Republik Mazedonien“ (Република Македонија), von der UNO war der Staat auf Druck von Griechenland, das Gebietsansprüche auf die nordgriechische Region Makedonien befürchtet, unter der Bezeichnung „Ehemalige Jugoslawische Republik Mazedonien“ anerkannt. |
| Norwegen       | Norge                | Offizieller Staatsname: Kongeriket Norge; Königreich Norwegen Norge stammt von den altnordischen Wörtern norðr („Norden“) und vegr („Weg“). |

## O
| Deutsch    | Staatssprache             | Anmerkungen |
| ---------- | ------------------------- | --- |
| Oman       | عمان                      | Offizieller Staatsname: Salṭanat ʿUmān (سلطنة عُمان), Sultanat Oman Das arabische Sultanat ist einer Theorie zufolge benannt nach Uman ibn Ibrahim al-Chalil. |
| Österreich | Österreich                | Offizieller Staatsname: Republik Österreich Der Ostteil des Fränkischen Reichs im Donaubecken erhielt bereits unter Karl dem Großen den Namen Marcha Orientalis, als Grenzgebiet zu den Slawen und Magyaren. Der Name Ostarrichi erscheint urkundlich im Jahr 996 zum ersten Mal. Österreich gilt nach einer Theorie als volkssprachliche Übersetzung für Marchia Orientalis („Mark im Osten“). ..rîchi ist hier nicht mit Reich zu übersetzen, sondern wird eher im Sinn von abgegrenztes Gebiet gebraucht. Ostarrichi war demnach das abgegrenzte Gebiet im Osten oder östliche Grenzland. Nach einer anderen, jüngeren Theorie leitet sich der Name „ostarrîchi“ von der keltischen Bezeichnung für die Donau, Uister, ab (vgl. irisch-gälisch uisce bzw. schottisch-gälisch uisge – Wasser). Österreich bedeutet demnach in etwa „Land an der Donau“.                                    |
| Osttimor   | Timor-Leste Timor Lorosae | Offizieller Staatsname: Repúblika Demokrátika Timór Loro Sa'e (Tetum), República Democrática de Timor-Leste (port.) Der international gebräuchliche, amtliche (portugiesische) Landesname Timor-Leste bedeutet übersetzt „Osttimor“ (leste bedeutet „Osten“). In der Amtssprache Tetum heißt das Land Timór Loro Sa’e, was übersetzt ebenfalls „Osttimor“ bedeutet (wörtlich Timor der aufgehenden Sonne, wobei die aufgehende Sonne in dieser Sprache für die Himmelsrichtung Osten steht). Berücksichtigt man, dass auch das indonesische Wort timur „Osten“ bedeutet und sich der Name der Insel Timor davon herleitet, ergäbe sich die wörtliche Bedeutung „Osten vom Osten“ beziehungsweise „Osten der Ostinsel“. Auch der während der indonesischen Besatzungszeit verwendete Provinzname Timor Timur, abgekürzt Tim-Tim, bedeutet demzufolge übersetzt nichts anderes als „Osttimor“. |

## P
| Deutsch         | Staatssprache | Anmerkungen |
| --------------- | ------------- | --- |
| Pakistan        | پاكستان       | Offizieller Staatsname: Islāmī Jamhūriyah-i-Pākistān (Urdu), Islamische Republik Pakistan Der Name Pakistan ist ein Akronym aus den Buchstaben P.A.K.I., das sich aus den Wörtern Punjab, Afghanistan, Kaschmir, Indus und der Silbe stan („Land“) zusammensetzt. Gleichzeitig bedeutet pak in Pashtu auch „rein“, weswegen auch vom „Land der Reinen“ gesprochen wird. |
| Palästina       | فلسطين        | Offizieller Name: Palästinensische Autonomiegebiete Filasṭīn/Falasṭīn. Der Name Palästina geht auf das antike Volk der Philister zurück. |
| Palau           | Belau         | Offizieller Name: Belu’uera Belau, Republik Palau Benannt nach dem palauischen Wort aidebelau („indirekte Antworten“), in Anlehnung an die Überlieferungen zur Entstehung der Insel durch die Zerstörung des Riesen Chuab. |
| Panama          | Panamá        | Offizieller Staatsname: República de Panamá (Republik Panama) Der Staat am Panama-Kanal ist benannt nach einem früheren Dorf in der Nähe der heutigen Hauptstadt. Der Name stammt aus der Cueva-Sprache und bedeutet fischreicher Platz. |
| Papua-Neuguinea | Papua-Niugini | Offizieller Staatsname: Independent State of Papua New Guinea (Unabhängiger Staat Papua-Neuguinea) Papua bedeutet Land der kraushaarigen Leute. Dieser Name wurde von den malaiischen Völkern gegeben, die selbst glattes Haar haben. |
| Paraguay        | Paraguay      | Offizieller Staatsname: spanisch: República del Paraguay, Guaraní: Tetä Paraguáype Der Staat ist benannt nach dem Fluss Río Paraguay, der wiederum seinen Namen aus der Guaraní-Sprache hat und dort heißt para nichts anderes als „Fluss“ oder „Wasser“ und Gua y „der ins Meer fließt“. |
| Peru            | Perú          | Offizieller Staatsname: República del Perú (Republik Peru) Der Name des Staates Peru, biru, ist ein Quechua-Wort, das „Wasser“ bedeutet. Einen Fluss Biru gibt es in Ecuador. Es gibt aber auch andere Theorien: nach dem indianischen Volksstamm Pyru („Quelle“, „Ursprung“), nach dem legendären Goldland Piru oder vom indigenen Wort pirúa. |
| Philippinen     | Pilipinas     | Offizieller Staatsname in Filipino: Republika ng Pilipinas Der Inselstaat wurde 1542 nach dem spanischen Infanten Philipp, dem späteren König Philipp II., benannt. |
| Polen           | Polska        | Offizieller Staatsname: Rzeczpospolita Polska (Republik Polen) Vermutlich leitet sich der Landesname von dem slawischen Wort polje ab, was „Feld“ oder „Ebene“ bedeutet. Die deutsche Form ist nichts anderes als die Einwohnerbezeichnung „Pole“ im Plural. |
| Portugal        | Portugal      | Offizieller Staatsname: República Portuguesa (Portugiesische Republik) Der Landesname leitet sich von Portus Cale, dem antiken Namen Portos ab. Unterschiedlichen Interpretationen zufolge ist dieser lateinischen oder lateinisch-griechischen Ursprungs und könnte entweder schöner Hafen, warmer Hafen oder Hafen der Gallaeker bedeuten. |
| Puerto Rico     | Puerto Rico   | Offizieller Staatsname: Estado Libre y Asociado de Puerto Rico (=Freier und assoziierter Staat Puerto Rico oder Assoziierter Freistaat Puerto Rico) Der spanische Name des mittelamerikanischen Staates bedeutet „reicher Hafen“. Ursprünglich hieß die Insel jedoch zuerst San Juan – wie heute die Hauptstadt – und San Juan hieß bei seiner Gründung Puerto Rico. Der ursprüngliche Name der Insel Puerto Rico lautet auf Arawakisch Borikén, die Puerto-Ricaner nennen ihre Insel in Anlehnung daran häufig Borinquén. |

## R
| Deutsch  | Staatssprache | Anmerkungen |
| -------- | ------------- | --- |
| Ruanda   | Rwanda        | Offizieller Staatsname: Republic of Ruanda (engl.); République Rwandaise (frz.); Repubulika y'u Rwanda (Kinyarwanda); Republik Ruanda Der Name des ostafrikanischen Staates leitet sich von dem Volk der Vanyaruanda ab und ist offensichtlich verwandt mit dem Namen des Nachbarstaates Burundi. |
| Rumänien | România       | Offizieller Staatsname: România; Rumänien Der Landesname leitet sich – wie derjenige der Romagna in Italien – von der Völkerbezeichnung Romani („Römer“) ab. Teile des heutigen Rumäniens wurden 106 n. Chr. durch Trajan als Provinz Dacia (Dakien) in das Römische Reich eingegliedert. |
| Russland | Россия        | Offizieller Staatsname: Российская Федерация; Rossijskaja Federazija; Russische Föderation Rossija kommt wohl vom schwedischen Wort Rus (für „Wikinger“ oder „Ruß“), die ab 750 auf dem Gebiet des späteren Russland, Weißrussland und der Ukraine siedelten. Zur Entstehung des Namens Rus gibt es mehrere Theorien, von denen die Herleitung von der finnischen Bezeichnung für die Schweden, Ruotsi („Ruderer“), oder die Benennung nach ihrer mutmaßlichen Heimat in Schweden, Roslagen, am meisten Anklang gefunden hat. |

## S
| Deutsch                        | Staatssprache | Anmerkungen |
| ------------------------------ | --- | --- |
| Salomonen                      | Solomon Islands | Offizieller Staatsname: Solomon Islands; Salomonen Der Name des Südsee-Staates hat einen biblischen Hintergrund. Der spanische Seefahrer Alvaro de Mendaña de Neyra erwartete 1567 dort Gold zu finden und benannte deshalb die Inseln nach dem König Salomo, der berühmt für seinen Reichtum war. |
| Sambia                         | Zambia | Offizieller Staatsname: Republic of Zambia; Republik Sambia Der Name des südafrikanischen Staates leitet sich vom Fluss Sambesi her. |
| Samoa                          | Samoa i Sisifo | Offizieller Staatsname: Malo Sa'oloto Tuto'atasi o Samoa (samoan.); Independent State of Samoa (engl.); Unabhängiger Staat Samoa Der Südsee-Staat ist nach dem Vogel Moa benannt (sa moa = „Ort des Moa“ oder „Heiliges Huhn/Moa“). |
| San Marino                     | San Marino | Offizieller Staatsname: Repubblica di San Marino; Republik San Marino Der Kleinstaat in italienischem Gebiet ist benannt nach dem Eremiten Marinus, der im Jahr 301 dort starb. |
| São Tomé und Príncipe          | São Tomé e Príncipe | Offizieller Staatsname: República Democrática de São Tomé e Príncipe; Demokratische Republik São Tomé und Príncipe Der Name des zentralafrikanischen Staates kommt aus dem Portugiesischen und bedeutet „Heiliger Thomas“, denn die Entdeckung der Hauptinsel fand am 21. Dezember 1471, dem Fest des Heiligen Thomas, statt. Der Name der zweiten großen Insel ist das portug. Wort für „Fürst“. |
| Saudi-Arabien                  | المملكة العربية السعودية | Offizieller Staatsname: al-Mamlaka al-ʿarabiyya as-saʿūdiyya; Königreich Saudi-Arabien Der Staat ist benannt nach der Herrscherfamilie Saud. |
| Schweden                       | Sverige | Offizieller Staatsname: Konungariket Sverige; Königreich Schweden Der einheimische Name Sverige (Sve-rige) spricht sich in etwa wie swerje aus und leitet sich vielleicht von sweba („frei“) und Reich her. Der alte nordische Name war Svithjoth. Svi oder sve war das alte Wort für „See“. Damit hätte der Landesnamen die Bedeutung „See-Reich“. Thjoth hat die gleiche Wurzel wie das Wort „deutsch“ und bedeutet „Volk“. Ein anderer alter Name für Schweden ist Scania, ein weiterer Name Schonen (dänisch und schwedisch Skåne; lateinisch Scania), welches eine Landschaft im Süden Schwedens ist, die lange zu Dänemark gehörte. |
| Schweiz                        | Schweiz Suisse Svizzera Svizra | Offizieller Staatsname: Schweizerische Eidgenossenschaft (franz. Confédération suisse, ital. Confederazione Svizzera, rätoroman. Confederaziun svizra, lat. Confoederatio Helvetica) Der Landesname ist die hochdeutsche Form des Kantonsnamens Schwyz, eines der drei Gründungskantone der schweizerischen Eidgenossenschaft. Der Name Schwyz stammt aus vorrömischer Zeit, kann aber nicht sicher gedeutet werden (siehe Schwyz (Gemeinde)#Name). |
| Senegal                        | Senegal | Offizieller Staatsname: République du Sénégal (frz.); Réewum Senegaal (Wolof); Republik Senegal Der westafrikanische Staat ist benannt nach dem Fluss Senegal, dessen Namen sich vielleicht vom arabischen Wort as-sinighal („schiffbar“) oder vom Wolof-Wort für „Einbaumkanu“ herleitet. |
| Serbien                        | Србија | Offizieller Staatsname: Република Србија; Republika Srbija; Republik Serbien Der Name Serbien hat die gleiche Wurzel wie der Volksname der Sorben. |
| Seychellen                     | Seychelles | Offizieller Staatsname: Republic of the Seychelles (engl.); République des Seychelles (frz.); Repiblik Sesel (Seselwa); Republik der Seychellen Der Inselstaat im Indischen Ozean ist nach dem Finanzminister des französischen Königs Ludwig XV., Jean Moreau de Séchelles, benannt. |
| Sierra Leone                   | Sierra Leone | Offizieller Staatsname: Republic of Sierra Leone; Republik Sierra Leone Der Name des westafrikanischen Staates leitet sich vom spanischen sierra („Bergkette“) und león („Löwe“) ab. |
| Simbabwe                       | Zimbabwe | Offizieller Staatsname: Republic of Zimbabwe; Republik Simbabwe Der heutige Name des früheren Südrhodesien (nach dem Eroberer Cecil Rhodes) bedeutet in der Shona-Sprache dzimbadza („Steinhäuser“) und bezieht sich auf die antike Hauptstadt des Reichs Groß-Simbabwe. |
| Singapur                       | 新加坡 சிங்கப்பூர் குடியரசு Singapore | Offizieller Staatsname: Republic of Singapore (engl.); chinesisch 新加坡共和国, Pinyin Xīnjiāpō Gònghéguó; Republik Singapura (malai.); சிங்கப்பூர் குடியரசு Ciŋakappūr Kudiyarasu (Tamil); Republik Singapur Singapur wurde 1819 von Sir Thomas Stamford Raffles gegründet, der den Sanskrit-Namen der Insel Simhapura, von simha („Löwe“) und pur („Stadt“), beibehielt. Der malaiische Name für die Insel war Tamasek und geht auf das Wort tasik („Meer“) zurück. |
| Slowakei                       | Slovensko | Offizieller Staatsname: Slovenská republika; Slowakische Republik Die ehemalige Teilrepublik der Tschechoslowakei hat ihren Namen von dem Volk der Slawen, welche sich selbst von dem slawischen slo/sla („Wasser“) oder von slovo („Wort“) ableiten. |
| Slowenien                      | Slovenija | Offizieller Staatsname: Republika Slovenija; Republik Slowenien Die südosteuropäische Republik hat ihren Namen von dem Volk der Slawen, welche sich selbst von dem slawischen slo/sla („Wasser“) oder von slovo („Wort“) ableiten. |
| Somalia                        | الصومال – Soomaaliya | Offizieller Staatsname: Jamhuuriyadda Dimoqraadiya Soomaaliya – Demokratische Republik Somalia Der Landesname leitet sich vom Volk der Somali ab. |
| Spanien                        | España | Offizieller Staatsname: Reino de España; Königreich Spanien Der Name kommt vom phönizischen Wort „I-Shephanim“, „Land der Klippschliefer“; für solche hielten die Phönizier die außerhalb Spaniens zu dieser Zeit unbekannten Kaninchen. |
| Sri Lanka                      | ශ්‍රී ලංකා | Offizieller Staatsname: Sri Lankā Prajathanthrika Samajavadi Janarajaya; இலங்கை சனநாயக சோஷலிசக் குடியரசு; Illankai Chananaayaka Chosalisa Kudiyarasu; Democratic Socialist Republic of Sri Lanka Der Name des Inselstaates, der früher Tamraparni hieß und später als Ceylon bekannt war, heißt „glückliches Land“ oder „strahlende Insel“. Sinhala, die Sprache der Einwohner (nicht etwa „Srilankanisch“), leitet sich von dem Sanskrit-Wort sinhala-dweepa ab, was so viel wie „Land der Löwen“ bedeutet. Ein weiterer alter Name war Serendip. Ceylon leitet sich von Seilan, der portugiesischen Aussprache des Pali-Namen Sinhalana, „Land der Löwen“ ab. |
| St. Kitts und Nevis            | Saint Kitts and Nevis | Offizieller Staatsname: Federation of Saint Kitts and Nevis; Föderation von Saint Kitts und Nevis Die karibische Inselgruppe, die früher den Namen „Saint Christoph und Nevis“ trug, ist nach den beiden Inseln St. Kitts und Nevis benannt. |
| St. Lucia                      | Saint Lucia | Offizieller Staatsname: Saint Lucia Der Namen des karibischen Staates geht der Legende nach auf französische Seeleute zurück, die am 13. Dezember 1502 Schiffbruch erlitten und die Insel nach dem Märtyrer von Syrakus Sainte Alousie benannten, der Name wurde später von französischen Chronisten in Saint Lucia abgeändert, hat aber nichts mit der Heiligen Lucia zu tun. |
| St. Vincent und die Grenadinen | Saint Vincent and the Grenadines | Offizieller Staatsname: Saint Vincent and the Grenadines; Saint Vincent und die Grenadinen Die karibische Insel St. Vincent wurde am 22. Januar 1498, dem Tag des Heiligen Vincent, von Christoph Kolumbus entdeckt. Die Grenadinen, abgeleitet von Grenada, sind die Inselgruppe südlich der Hauptinsel. |
| Südafrika                      | South Africa (englisch) Suid Afrika (Afrikaans) Ningizimu Afrika (isiZulu) iSewula Afrika (isiNdebele) Afrika Borwa (Sesotho und Nördliches Sotho) iNingizimu Afrika (Siswati) Afrika Dzonga (Xitsonga) Aforika Borwa (Setswana) Afurika Tshipembe (Tshivenda) Mzantsi Afrika (isiXhosa) | Offizieller Staatsname: Republic of South Africa (engl.); Republiek van Suid-Afrika (Afrikaans); Republik Südafrika Einer der beiden Staaten, die das Wort Afrika im Namen führen. Africa war eine nordafrikanische Kolonie der Römer. Im Altertum bezeichnete Africa nur das Gebiet des heutigen Tunesien, der Kontinent wurde Libyen genannt. Der Name könnte von einem einheimischen Stamm abgeleitet sein, oder auf dem phönizischen afar („Staub“) beruhen. |
| Sudan                          | السودان | Offizieller Staatsname: al-Dschumhūrīyat as-Sūdān (جمهورية السودان), Republik Sudan as-Sūdān. Sudan liegt an der Grenze von Nordafrika zu Subsahara-Afrika und heißt arabisch balad as-sūdān, das „Land der Schwarzen“. |
| Südkorea                       | kor. 한국 | Mit dem koreanischen Alphabet, der einzigen von den koreanischen Staaten verwendeten Schrift, wird der offizielle Staatsname kor. 대한민국 geschrieben, was nach der revidierten Romanisierung als Daehanminguk transkribiert wird. Beide Formen geben lediglich die koreanische Aussprache der chinesischen Logogramme 大韓民國 wieder, aus denen der Name aufgebaut ist: 大 dae „groß“ + 韓 han „koreanisch“ + 民國 minguk „Republik“ (min „Volk“, guk „Staat“), zusammen „Republik Korea“, bzw. wörtlich übersetzt „Großkoreanische Republik“. Die Kurzform ist Hanguk (kor. 한국). Alternativ kann die Form Namhan (kor. 남한; nam = „Süd-“) benutzt werden, um zu verdeutlichen, dass nur Südkorea gemeint ist. Siehe auch den Abschnitt über „Korea“. Abb.: han-guk auf Hangeul |
| Suriname                       | Suriname | Offizieller Staatsname: Republiek Suriname; Republik Suriname Der südamerikanische Staat ist benannt nach dem Suriname-Fluss. Ursprünglich ist der Name auf den Indianerstamm der Surinen zurückzuführen. Der frühere Name als Kolonie war Niederländisch-Guayana. |
| Syrien                         | سوريا | Offizieller Staatsname: al-Dschumhūriyyat al-ʿarabiyyat as-sūriyya (الجمهورية العربية السورية), Arabische Republik Syrien Sūriya. Der Name hat vielleicht denselben Hintergrund wie Assyrien. |

## T
| Deutsch             | Staatssprache              | Anmerkungen |
| ------------------- | -------------------------- | --- |
| Tadschikistan       | Тоҷикистон – Todschikiston | Offizieller Staatsname: Ҷумҳурии Тоҷикистон; Dschumhurii Todschikiston; Republik Tadschikistan Der Landesname mit der Bedeutung „Land der Tadschiken“ geht auf den mittelpersischen bzw. früh-neupersischen Begriff tāǧīk bzw. tāzī(k) mit der Bedeutung „Araber“ (= Menschen aus dem Süden) und die traditionelle persische Ortsbezeichnung -stan zurück.                                                                              |
| Taiwan              | 臺灣 oder 台湾             | Offizieller Staatsname: 中華民國, Zhōnghuá Mínguó; Republik China Der Inselstaat, der sich offiziell Republik China nennt, hat in seinem Namen die chinesischen Wörter tái („Terrasse“) und wān („Bucht“). Früher war die Insel auch unter dem portugiesischen Namen Formosa (von ilha formosa = „schöne Insel“) bekannt. |
| Tansania            | Tanzania                   | Offizieller Staatsname: United Republic of Tanzania (engl.); Jamhuri ya Muungano wa Tanzania (Swahili); Vereinigte Republik Tansania Der Name setzt sich aus den jeweils ersten Silben von Tanganjika und Sansibar sowie der letzten Silbe von Azania zusammen. |
| Thailand            | ราชอาณาจักรไทย              | Offizieller Staatsname: ราชอาณาจักรไทย, Aussprache [râːʧa-ʔaːnaːʤàk-tʰai]; Königreich Thailand Das frühere Siam heißt heute in der Landessprache umgangssprachlich: [mʉaŋ-tʰai] – เมืองไทย oder [pratʰêːt-tʰai] – ประเทศไทย („Land der Freien“). Siam wurde das Land etwa seit dem 12. Jahrhundert von Nicht-Siamesen genannt. Der Name „Siam“ wurde 1939 auf Veranlassung des Diktators General Phibul Songkhram in „Thailand“ geändert. |
| Togo                | Togo                       | Offizieller Staatsname: République Togolaise; Republik Togo Der Name des westafrikanischen Staates kommt aus der Ewe-Sprache und setzt sich zusammen aus to („Wasser“) und go („Ufer“). |
| Tonga               | Tonga                      | Offizieller Staatsname: Pule'anga Fakatu'i 'o Tonga (tong.); Kingdom of Tonga (engl.); Königreich Tonga Das Südsee-Königreich Tonga hatte früher den Namen „Freundschaftsinseln“, den es von James Cook erhalten hatte. Das einheimische Wort tonga bedeutet „Süden“. |
| Trinidad und Tobago | Trinidad & Tobago          | Offizieller Staatsname: Republic of Trinidad and Tobago; Republik Trinidad und Tobago Der karibische Staat heißt Trinidad (span. für „Dreifaltigkeit“) nach den drei herausragenden Bergen auf der Hauptinsel und Tobago („Pfeife“) nach dem haitianischen Wort tambaku („Tabak“). |
| Tschad              | تشاد                       | Offizieller Staatsname: Dschumhūriyyat Taschād (جمهوريّة تشاد; arab.); République du Tchad (frz.); Republik Tschad Der Name des afrikanischen Staates bezieht sich auf den Tschadsee und bedeutet „große Wasserwüste“. |
| Tschechien          | Česko                      | Offizieller Staatsname: Česká republika; Tschechische Republik Sowohl die Bezeichnung „Tschechien“ als auch die Bezeichnung „Tschechei“ wurden historisch verwendet. „Tschechien“ ist die ältere Form. „Tschechei“ hingegen ist erst nach der Entstehung der Tschechoslowakei im Jahre 1918 entstanden, und zwar als Kontraktion von Čechové + Slowakei.                                                                                |
| Tunesien            | تونس                       | Offizieller Staatsname: Tunesische Republik (الجمهورية التونسية; al-Dschumhūriyya at-tūnisiyya) Tūnis. Der Staat hat seinen Namen von der Hauptstadt Tunis. |
| Türkei              | Türkiye                    | Offizieller Staatsname: Türkiye Cumhuriyeti; Republik Türkei Der Sammelname der Nomadenvölker bzw. Reitervölker (den frühen ersten „Türken“) im zentralasiatischen Bereich war seit dem 2. Jahrtausend Türk. Also: Türk- und die türkische Form der arabischen Nisba -iye: „Land der Türken“. |
| Turkmenistan        | Türkmenistan               | Offizieller Staatsname: Türkmenistan Jumhuriyäti; Republik Turkmenistan Das Wort türkmen bedeutet „die wahren Türken“. Die Silbe stan bedeutet wie in vielen anderen Fällen „Land“. |
| Tuvalu              | Tuvalu                     | Offizieller Staatsname: Tuvalu Der Südsee-Staat, der früher unter dem Namen Ellice Islands bekannt war, hat seinen Namen von dem einheimischen Wort Tuvalu, was „acht Inseln“ bedeutet. In der Tat besteht der Staat aber aus neun Inseln. |

## U
| Deutsch    | Staatssprache | Anmerkungen |
| ---------- | ------------- | --- |
| Uganda     | Uganda        | Offizieller Staatsname: Republic of Uganda; Republik Uganda Der Name des ostafrikanische Staates leitet sich ab aus dem Namen des zentralen Königreichs Buganda („Land der Ganda“) und dessen Volksgruppe, der Baganda (Ganda-Leute). Das fehlende B erklärt sich daraus, dass nicht die Eigenbezeichnung Bugandas übernommen wurde, sondern die Bezeichnung in der Sprache Swahili, die an der ostafrikanischen Küste gesprochen wird. Diese kennt statt der frei als „Land der“ übersetzbaren Vorsilbe (Bantu-Nominalklasse) Bu die Vorsilbe U. |
| Ukraine    | Україна       | Offizieller Staatsname: Україна; Ukrajina Der Begriff Ukrajina wurde erstmals für das Jahr 1187 in der Hypatiuschronik aus dem 15. Jh. für die südwestlichen Gebiete des Kiewer Reiches, das Gebiet Halitsch-Wolhynien verwendet. Es setzt sich zusammen aus der Präposition u an, bei und krajina Rand, Mark. In historischen Liedern und volkstümlichen Balladen hat das Wort Ukrajina dabei auch die Bedeutung „Land“ oder „Erde“, und nicht nur, „am Rande“ oder „Grenzland“.                                                                 |
| Ungarn     | Magyarország  | Offizieller Staatsname: Magyarország; Ungarn Die eigensprachliche und die fremde Bezeichnung des Landes weichen stark voneinander ab. Das deutsche Wort „Ungarn“ stammt von den Onoguren ab und bedeutet „Volk der zehn Speere“ (= „Allianz der zehn Stämme“). Das Wort magyar (früher magyeri) taucht schon im 9. und 10. Jahrhundert in mohammedanischen Quellen auf. Es ist wahrscheinlich ein Kompositum aus magy (< ugrisch *mańćε = Mensch, Mann, Geschlecht) und er(i) (ebenfalls Mensch, Mann, Geschlecht). Siehe Magyaren                |
| Uruguay    | Uruguay       | Offizieller Staatsname: República Oriental del Uruguay; Republik Östlich des Uruguay Der Name des südamerikanischen Staates kommt entweder von den indigenen Wörtern uru („Vogel“) und guay („Schwanz“) oder aus der Guaraní-Sprache und bedeutet „Schneckenfluss“. |
| Usbekistan | O‘zbekiston   | Offizieller Staatsname: O‘zbekiston Respublikasi; Republik Usbekistan Das zentralasiatische Land (= stan) der Usbeken bezieht sich auf sein Mehrheitsvolk, dessen Namen „eigener Herr“ bedeutet. Die Usbeken selbst sind ein Turkvolk mit gemeinsamer Herkunft mit den Kasachen aus (West-)Sibirien. Ihr Name leitet sich von Usbek Khan ab. Muhammed Usbek Khan war ein Nachkomme Batus; seine Regierung 1312–1342 führte zur Blütezeit der Goldenen Horde. Zu seiner Zeit wurde die Goldene Horde bereits als das Land Usbeks bezeichnet.       |

## V
| Deutsch                      | Staatssprache            | Anmerkungen |
| ---------------------------- | ------------------------ | --- |
| Vanuatu                      | Vanuatu                  | Offizieller Staatsname: Republic of Vanuatu (engl.); République de Vanuatu (frz.); Ripablik Blong Vanuatu (Bislama); Republik Vanuatu Der Name des Südsee-Staates kommt von dem Ausdruck für „Für immer auf unserem Land“ in der Sprache Bislama. Die Einwohner Vanuatus nennen sich selbst in Bislama Ni-Vanuatus. Der frühere Name des Landes war „Neue Hebriden“ nach den gleichnamigen schottischen Inseln der Hebriden. |
| Vatikanstadt                 | Vatican                  | Offizieller Staatsname: Status Civitatis Vaticanae (lat.); Stato della Città del Vaticano (ital.); Staat Vatikanstadt Der Name des Vatikans kommt vom lat. mons Vaticanus, einem der Hügel Roms, dessen Namensherkunft nicht gesichert ist. In der Antike wurde meist angenommen, er sei nach der Gottheit Vaticanus benannt, heute gilt die Herleitung von einer vormals dort bestehenden etruskischen Siedlung als wahrscheinlicher. |
| Venezuela                    | Venezuela                | Offizieller Staatsname: República Bolivariana de Venezuela; Bolivarische Republik Venezuela Venezuela ist die Verkleinerungsform von Venedig, also „Klein-Venedig“. Die Häuser auf Stelzen im Maracaibo-See erinnerten Amerigo Vespucci im Jahr 1499 an die Stadt Venedig. |
| Vereinigte Arabische Emirate | الإمارات العربية المتحدة | al-Imārāt al-ʿarabiyya al-muttaḥida; Vereinigte Arabische Emirate Die Emirate sind Abu Dhabi, Dubai, Schardscha, Adschman, Umm al-Qaiwain, Ra’s al-Chaima und Fudschaira. Das Wort „Emir“ ist etymologisch verwandt mit dem Wort „Admiral“ (= „Befehlshaber“). |
| Vereinigte Staaten           | United States            | Offizieller Staatsname: United States of America; Vereinigte Staaten von Amerika Der Kontinent Amerika hat seinen Namen von Amérigo Vespucci. Die Bezeichnung „Vereinigte Staaten“ rührt daher, dass bei der Unabhängigkeitserklärung auf eine Auflistung der beteiligten Staaten bewusst verzichtet wurde, da nicht ganz klar war, welche das Dokument auch wirklich unterzeichnen würden. |
| Vereinigtes Königreich       | United Kingdom           | Offizieller Staatsname: United Kingdom of Great Britain and Northern Ireland; Vereinigtes Königreich Großbritannien und Nordirland. Nach einer Theorie stammt die Bezeichnung „Britannien“ von den Römern und Galliern, die die keltischen Inselbewohner Britanni nannten. Dieser Name stammt vom keltischen Wort brith für „bunt“, „gefleckt“ und bezieht sich auf die bunten Gesichtsmalereien der Kelten. „Vereinigtes Königreich“ heißt der Staat, weil es sich um einen Zusammenschluss der ehemaligen Königreiche England, Schottland und Irland (heute nur noch Nordirland) handelt (Act of Union). |
| Vietnam                      | Việt Nam                 | Offizieller Staatsname: Cộng Hòa Xã Hội Chủ Nghĩa Việt Nam; Sozialistische Republik Vietnam Das Land Vietnam benennt sich nach dem Wort Yue (越), das ein Sammelbegriff der chinesischen Chronisten für in Südchina heimische nicht-chinesische Kulturen (bzw. Nicht-Han) war, „südliche“ (南 = nam) „Yue“ (= Việt). |

## Z
| Deutsch                      | Staatssprache             | Anmerkungen |
| ---------------------------- | ------------------------- | --- |
| Zentralafrikanische Republik | République Centrafricaine | Offizieller Staatsname: République Centrafricaine (frz.), Ködrö tî Bê-Afrika (Sango); Zentralafrikanische Republik Einer der beiden Staaten, die das Wort Afrika im Namen führen. Africa war eine nordafrikanische Kolonie der Römer. Im Altertum bezeichnete Africa nur das Gebiet des heutigen Tunesien, der Kontinent wurde Libyen genannt. Der Name könnte von einem einheimischen Stamm abgeleitet sein, oder auf dem phönizischen afar („Staub“) beruhen. |
| Zypern                       | Κύπρος Kıbrıs             | Offizieller Staatsname: Κυπριακή Δημοκρατία (griechisch: Kypriakí Dimokratía), „Kıbrıs Cumhuriyeti“ (türkisch); Republik Zypern Herkunft des Namens unbekannt. Vom Namen der Mittelmeerinsel wurde dann der Name des dort häufig vorkommenden Metalls Kupfer abgeleitet. |